# Kanton Juzennecourt
Kanton Juzennecourt (fr. Canton de Juzennecourt) byl francouzský kanton v departementu Haute-Marne v regionu Champagne-Ardenne. Tvořilo ho 15 obcí. Zrušen byl po reformě kantonů 2014.

## Obce kantonu
- Autreville-sur-la-Renne
- Blaisy
- Colombey-les-Deux-Églises
- Curmont
- Gillancourt
- Juzennecourt
- Lachapelle-en-Blaisy
- Lamothe-en-Blaisy
- Maranville
- Meures
- Montheries
- Rennepont
- Rizaucourt-Buchey
- Sexfontaines
- Vaudrémont